# 魔法ワールド
魔法ワールド（まほうワールド、英語: Wizarding World（ウィザーディング・ワールド））とは、J・K・ローリングの小説『ハリー・ポッター』シリーズを原作とした映画シリーズを含む一連の作品群（ファンタジー・メディア・フランチャイズ）、及びその世界観（シェアード・ユニバ―ス）。
映画は2000年から製作されており、これまでに「ハリー・ポッター」シリーズが8作、「ファンタスティック・ビースト」シリーズが3作が公開されており、後者今後数年間でさらに多くの映画が製作される予定。これらの作品は、ワーナー・ブラザースが所有・配給しており、さらに2作品が制作されている。シリーズ全体の世界興行収入は92億ドルを超え、マーベル・シネマティック・ユニバース、スター・ウォーズに次ぐ歴代3位の興行収入を記録している。
このフランチャイズには、舞台作品、電子出版物、ビデオゲームレーベル、世界各地のユニバーサル・パークス＆リゾーツにあるアトラクション「ウィザーディング・ワールド・オブ・ハリー・ポッター」などが含まれる。

## 概要
デヴィッド・ハイマンと彼の会社であるヘイデイ・フィルムズは、「魔法ワールド」シリーズの全作品を製作している。クリス・コロンバスとマーク・ラドクリフは『ハリー・ポッターとアズカバンの囚人』までの製作を務め、デヴィッド・バロンは2007年の『ハリー・ポッターと不死鳥の騎士団』から2011年の『ハリー・ポッターと死の秘宝 PART2』までの作品を製作を務め、ローリングはハリー・ポッターシリーズの最後の2作品の製作を務めた。ヘイマン、ローリング、スティーヴ・クローヴス、ライオネル・ウィグラムは、『ファンタスティック・ビースト』シリーズの2作品の製作を務めている。映画は複数の個人が脚本と監督を担当し、大規模な、しばしばアンサンブルのキャストを起用している。ダニエル・ラドクリフ、ルパート・グリント、エマ・ワトソン、トム・フェルトン、マイケル・ガンボン、レイフ・ファインズ、アラン・リックマン、マギー・スミス、ヘレナ・ボナム＝カーター、ゲイリー・オールドマン、エディ・レッドメイン、キャサリン・ウォーターストン、アリソン・スドル、ダン・フォグラー、ジョニー・デップなど、多くの俳優が多数の映画に出演している。また、各作品のサウンドトラックアルバムも発売されている。

魔法ワールドの第1作目は『ハリー・ポッターと賢者の石』（2001年）で、その後、2002年の『ハリー・ポッターと秘密の部屋』から、第1作目の公開から約10年後の2011年の『ハリー・ポッターと死の秘宝 PART2』まで、7本の『ハリー・ポッター』の続編が製作された。『ファンタスティック・ビーストと魔法使いの旅』（2016年）は、スピンオフ／前日譚の『ファンタスティック・ビースト』シリーズの第1作目。続編の『ファンタスティック・ビーストと黒い魔法使いの誕生』が2018年に公開された。3作の続編が計画されており、3作目は2022年4月15日に公開された。また、HBO Maxで公開される魔法ワールドを舞台にしたドラマシリーズも計画されている。

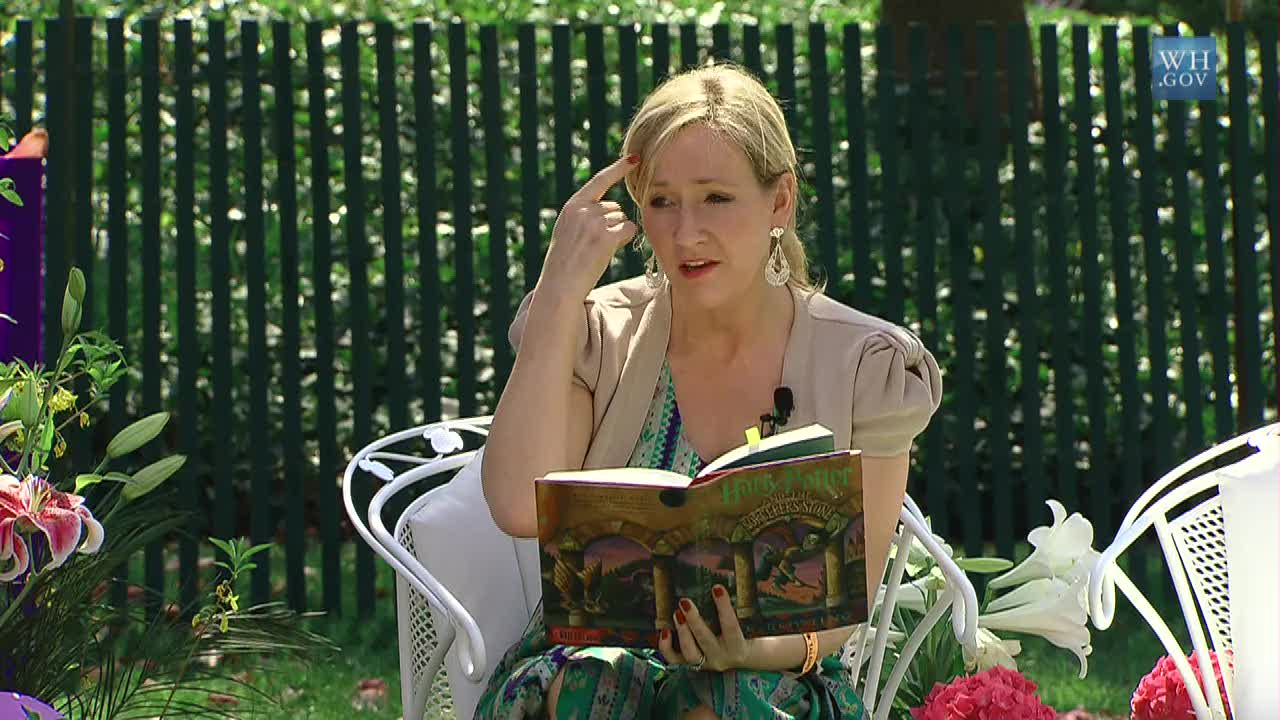
原作者のJ・K・ローリング

## ハリー・ポッター映画

「ハリー・ポッター」シリーズのロゴ

| 作品名                             | 公開日                                     | 監督                     | 脚本                       | 製作                                                                                |
| ---------------------------------- | ------------------------------------------ | ------------------------ | -------------------------- | ----------------------------------------------------------------------------------- |
| ハリー・ポッターと賢者の石         | 2001年11月4日 2001年11月16日 2001年12月1日 | クリス・コロンバス       | スティーブ・クローブス     | デヴィッド・ハイマン マーク・ラドクリフ マイケル・バーナサン ダンカン・ヘンダーソン |
| ハリー・ポッターと秘密の部屋       | 2002年10月15日 2002年11月23日              | クリス・コロンバス       | スティーブ・クローブス     | デヴィッド・ハイマン                                                                |
| ハリー・ポッターとアズカバンの囚人 | 2004年5月31日 2004年6月4日 2004年6月26日   | アルフォンソ・キュアロン | スティーブ・クローブス     | デヴィッド・ハイマン クリス・コロンバス マーク・ラドクリフ                          |
| ハリー・ポッターと炎のゴブレット   | 2005年11月18日 2005年11月26日              | マイク・ニューウェル     | スティーブ・クローブス     | デヴィッド・ハイマン                                                                |
| ハリー・ポッターと不死鳥の騎士団   | 2007年7月11日 2007年7月12日 2007年7月20日  | デヴィッド・イェーツ     | マイケル・ゴールデンバーグ | デヴィッド・ハイマン デヴィッド・バロン                                             |
| ハリー・ポッターと謎のプリンス     | 2009年7月15日                              | デヴィッド・イェーツ     | スティーヴ・クローヴス     | デヴィッド・ハイマン デヴィッド・バロン                                             |
| ハリー・ポッターと死の秘宝 PART1   | 2010年11月19日                             | デヴィッド・イェーツ     | スティーヴ・クローヴス     | デヴィッド・ハイマン デヴィッド・バロン J・K・ローリング                            |
| ハリー・ポッターと死の秘宝 PART2   | 2011年7月15日                              | デヴィッド・イェーツ     | スティーヴ・クローヴス     | デヴィッド・ハイマン デヴィッド・バロン J・K・ローリング                            |

### ハリー・ポッターと賢者の石（2001年）

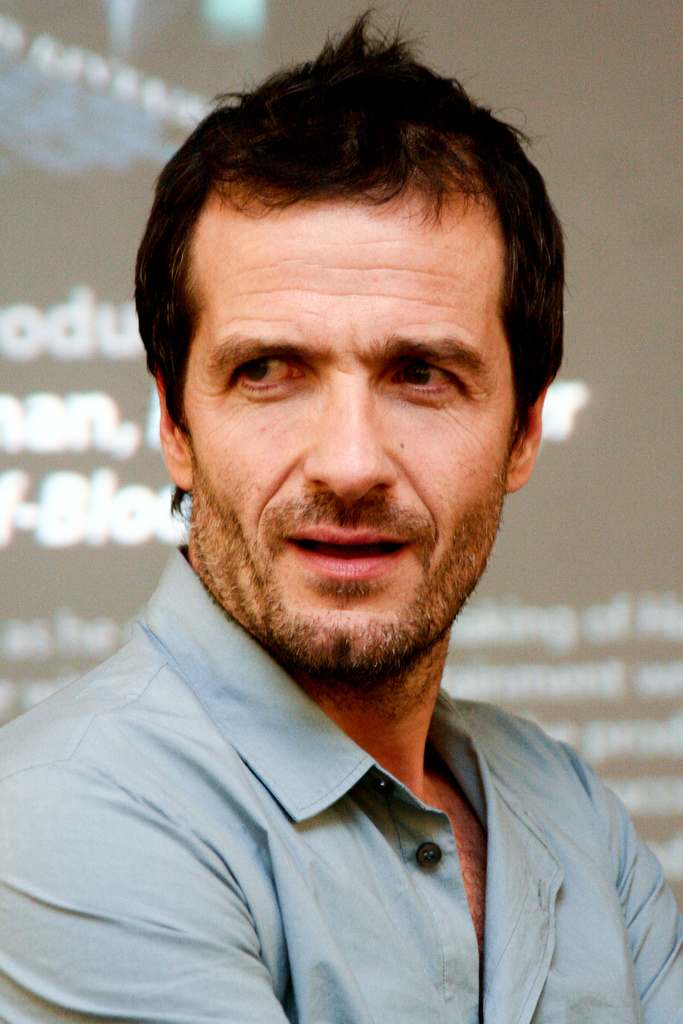
プロデューサー のデヴィッド・ハイマン（2009年）

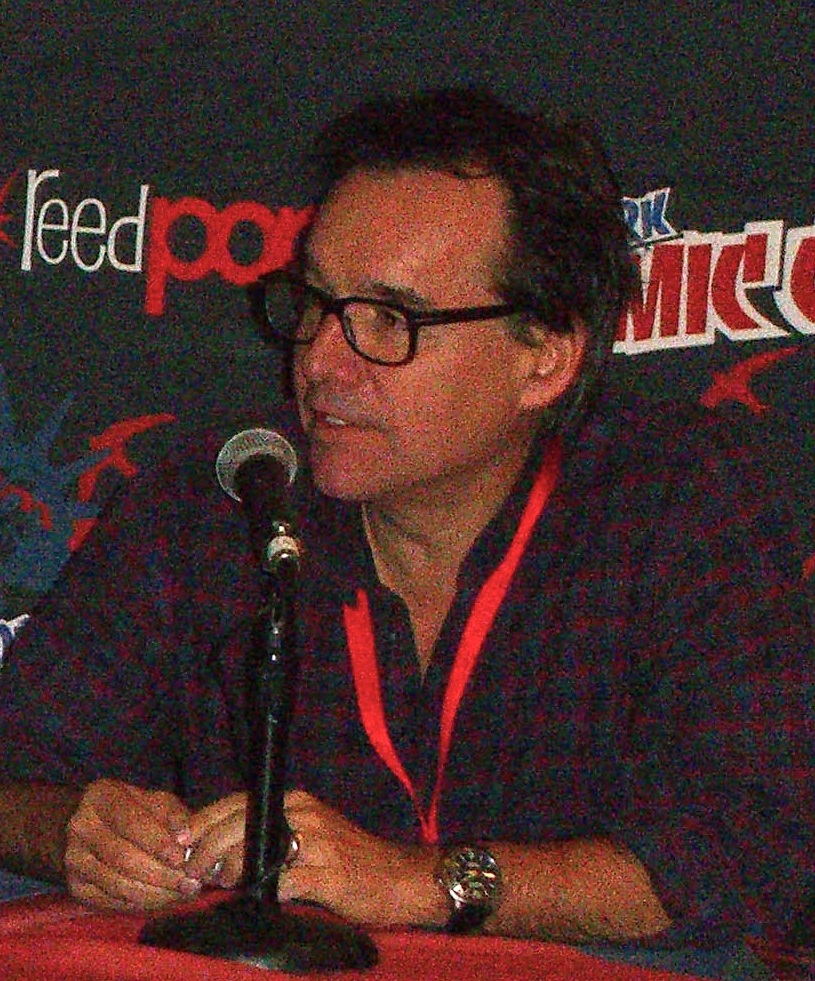
監督のクリス・コロンバス（2013年）

1998年10月、ワーナー・ブラザースはデヴィッド・ハイマンによる売り込みのあと、「ハリー・ポッター」シリーズの最初の4作の映画化権を7桁の金額で購入した。ワーナー・ブラザースは、ローリングとの契約に際してローリングの希望や考えを聞いた。ローリングが必要とした条件のひとつはイギリス撮影で、すべてのキャストをイギリス人にすることだった。2000年8月8日、ほとんど無名のダニエル・ラドクリフと、新人のルパート・グリント、エマ・ワトソンが、ハリー・ポッター、ロン・ウィーズリー、ハーマイオニー・グレンジャーを演じることに決まった。監督はクリス・コロンバス、脚本はスティーヴ・クローヴスに選ばれた。撮影は、イギリスのリーブスデン・スタジオで2000年9月29日から2001年3月23日まで行なわれた。主要撮影は2000年10月2日にイギリス、ノース・ヨークシャーのゴースランド駅で行なわれた。2001年7月4日に公開予定だったが延期され、2001年11月16日にイギリス、アメリカで公開された。

### ハリー・ポッターと秘密の部屋（2002年）
コロンバスとクローヴスはそれぞれ監督と脚本をふたたび務めた。前作の公開から3日後の2001年11月19日、本作の製作が開始された。サリーを始めとするイギリスの各地とリーブスデン・スタジオで撮影が行なわれ、主要撮影は2002年の夏に終わった。映画は10月上旬まで編集された。2002年11月3日にイギリスで初演が行なわれ、11月15日にイギリス 、アメリカで公開された。

### ハリー・ポッターとアズカバンの囚人（2004年）
前2作で監督を務めたコロンバスは、3作目の監督を務めないことを決めてていたが、ヘイマンとともにプロデューサーとして残った。ワーナー・ブラザースは、コロンバスの代わりに、カーリー・クーリー、ケネス・ブラナー、そして最終的な監督のアルフォンソ・キュアロンをリストアップした。キュアロンはこれまでの作品を知らなかったため、断るつもりだったが、彼の盟友、ギレルモ・デル・トロが原作を読むことを勧め、原作を読んで感銘を受けたキュアロンは監督になることを決めた。主要撮影は、2003年2月24日から10月までリーブスデン・スタジオで行なわれた。2004年5月23日にニューヨークで初演、5月31日にイギリスで、6月4日にアメリカで公開された。また、シリーズで初めてIMAXシアターで上映された。

### ハリー・ポッターと炎のゴブレット（2005年）
2003年8月、前作の監督、キュアロンが監督を続投しないと発表したあと、初のイギリス人監督のマイク・ニューウェルが監督に選ばれた。ヘイマンはプロデューサーに戻り、クローヴスはふたたび脚本を書いた。主要撮影は、2004年6月25日に始まり、主要キャストを含むシーンは6月25日にリーブスデン・スタジオで始まった。2005年11月6日にロンドンで初演、11月18日にイギリス、アメリカで公開された。本作は、シリーズで初めてPG-13指定された。

### ハリー・ポッターと不死鳥の騎士団（2007年）

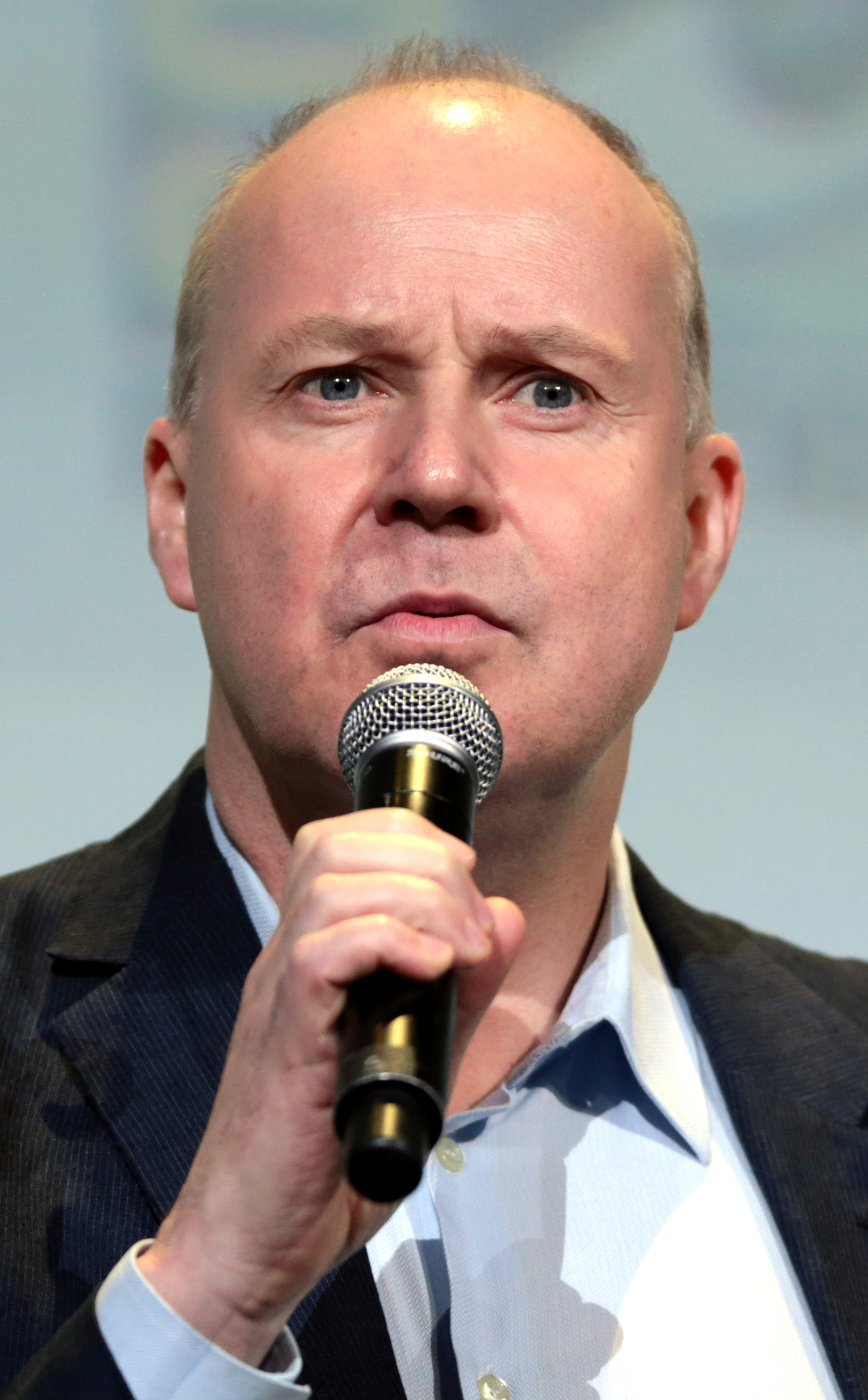
監督のデヴィッド・イェーツ（2016年）

ダニエル・ラドクリフは2005年5月に、ルパート・グリント、エマ・ワトソン、マシュー・ルイス、ボニー・ライトは11月に再演することが確認された。2006年2月、ベラトリックス・レストレンジ役としてキャスティングされたヘレン・マックロリーが彼女の妊娠によって脱落、5月に彼女の代わりとしてヘレナ・ボナム=カーターがキャスティングされた。主要撮影は、2006年2月7日から2006年12月まで行なわれ、5月から2か月間の休みを取ったので、ダニエル・ラドクリフはASレベル、エマ・ワトソンはGCSEテストを受けることができた。2007年6月27日に東京で初演、7月11日にアメリカ、7月12日にイギリスで公開された。

### ハリー・ポッターと謎のプリンス（2009年）
前作に引き続き、デヴィッド・イェーツが監督を務め、スティーヴ・クローヴスが脚本をふたたび務めた。エマ・ワトソンはふたたび参加することはないとしていたが、ワーナー・ブラザースが彼女の試験の日程に合わせ、撮影スケジュールに変えたことによって参加した。主要撮影は、2007年9月24日から2008年5月17日まで行なわれた。2009年7月6日に東京で初演、7月15日にアメリカ、イギリスで公開された。

### ハリー・ポッターと死の秘宝 PART1（2010年）
もともとは、2008年に単独作品として公開される予定であったが、細かい描写や設定を削ることは難しく、1作にまとめるのは難しいため二部作に分かれることが発表された。前2作で監督を務めたイェーツと前作で脚本を務めたクローヴスが続投した。シリーズで初めて、原作者のローリングがプロデューサーとしてクレジットされた。製作は2009年1月26日から始まり、主要撮影は2月16日より開始した。2010年11月11日にロンドンのレスター・スクエアで初演、11月19日にイギリス、アメリカで公開された。

### ハリー・ポッターと死の秘宝 PART2（2011年）
2008年3月、「ハリー・ポッターと死の秘宝」二部作の2作目として発表された。引き続き、イェーツが監督、クローヴスが脚本を務めた。PART1とは、製作中はバック・ツー・バックで1つの作品として扱われた。2010年12月21日、リーブスデン・スタジオで最後の撮影が行なわれ、ハリー・ポッターシリーズ10年の歴史を締めくくった。2Dで撮影されたが、3Dに変換されRealD3DとIMAX3Dとしてシリーズで初めて3D上映された。2011年7月7日にロンドンのトラファルガー広場で初演、ニューヨークのリンカーン・センターで米国初演、7月15日にイギリス、アメリカで公開された。

## ファンタスティック・ビースト映画
| 作品名                                           | 公開日                        | 監督                 | 脚本                                    | 製作                                                                                               |
| ------------------------------------------------ | ----------------------------- | -------------------- | --------------------------------------- | -------------------------------------------------------------------------------------------------- |
| ファンタスティック・ビーストと魔法使いの旅       | 2016年11月18日 2016年11月23日 | デヴィッド・イェーツ | J・K・ローリング                        | デヴィッド・ハイマン J・K・ローリング スティーヴ・クローヴス ライオネル・ウィグラム                |
| ファンタスティック・ビーストと黒い魔法使いの誕生 | 2018年11月16日 2018年11月23日 | デヴィッド・イェーツ | J・K・ローリング                        | デヴィッド・ハイマン J・K・ローリング スティーヴ・クローヴス ライオネル・ウィグラム                |
| ファンタスティック・ビーストとダンブルドアの秘密 | 2022年4月15日 2022年          | デヴィッド・イェーツ | J・K・ローリング スティーヴ・クローヴス | デヴィッド・ハイマン J・K・ローリング スティーヴ・クローヴス ライオネル・ウィグラム ティム・ルイス |

『ハリー・ポッター』シリーズのスピンオフとして、「幻の動物とその生息地」の著者であるニュート・スキャマンダーを主人公とする。当初は、三部作として公開予定だったが、五部作に変更された。作中は1926年から1945年が舞台となり、作品ごとに違う都市が舞台となる。

### ファンタスティック・ビーストと魔法使いの旅（2016年）

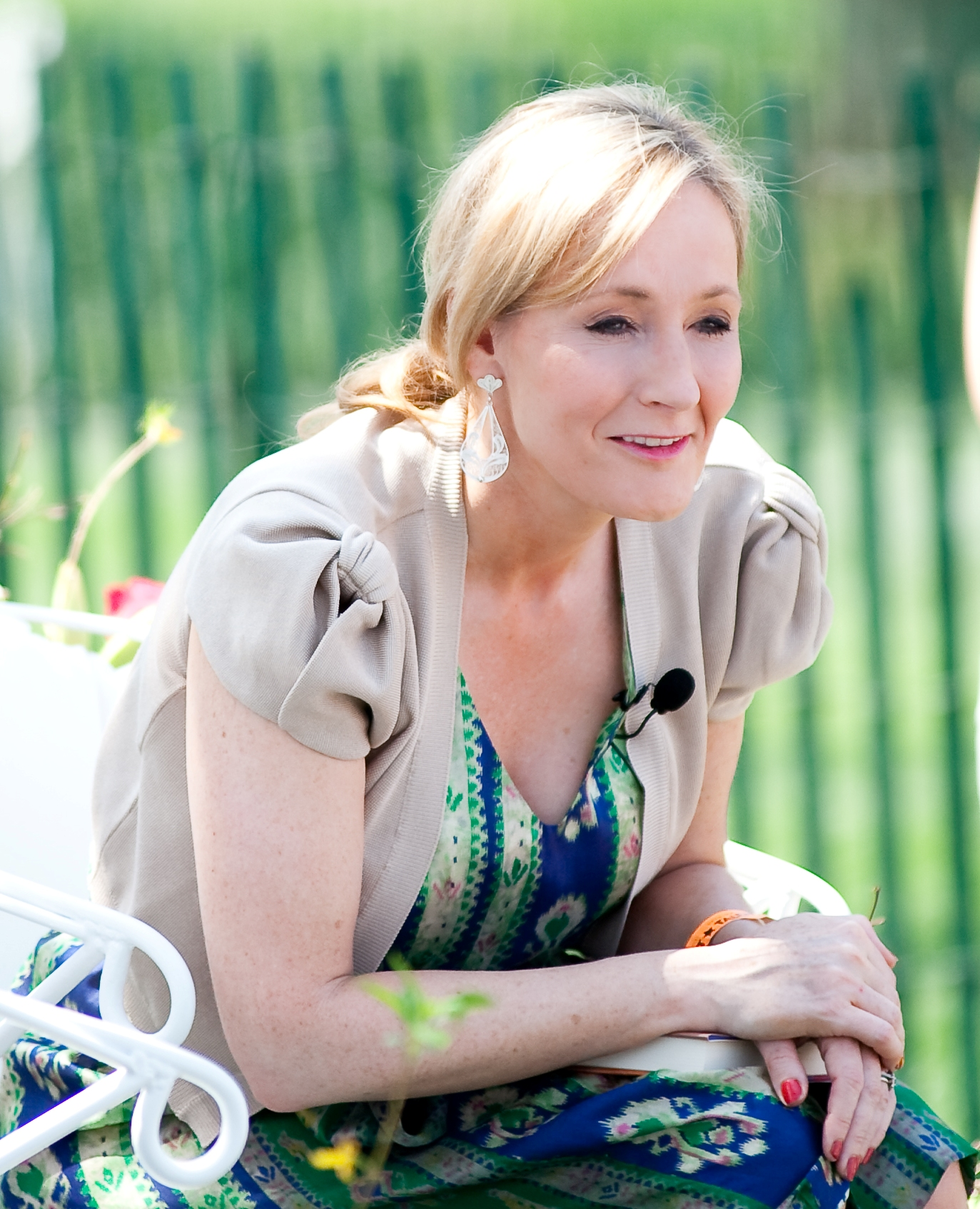
脚本のJ・K・ローリング（2010年）

2013年9月12日、ワーナー・ブラザースはJ・K・ローリングが「幻の動物とその生息地」の架空の著者、ニュート・スキャマンダーを主人公に「ハリー・ポッター」の70年前を舞台とした映画の脚本を書いていることを発表した。ローリングの脚本デビューと新シリーズの1作目として計画された。ローリングによれば、ワーナー・ブラザースの提案のあと、12日間で脚本の原案を書いた。2014年3月、三部作になり最初の作品がニューヨークが舞台になることが計画された。プロデューサーとして、ハリー・ポッターシリーズからデヴィット・ハイマンとスティーブ・クローブヴスが務めることになった。2015年6月、主人公のニュート・スキャマンダーをエディ・レッドメインが演じることが決まった。主要撮影は、2015年8月17日にリーブスデン・スタジオで始まった。2か月後に撮影はリヴァプールのセント・ジョージ・ホールに移され、1920年代のニューヨークが再現された。2016年10月、シリーズを五部作に変更したことを発表した。2016年11月18日、アメリカ、イギリスで公開された。

### ファンタスティック・ビーストと黒い魔法使いの誕生（2018年）
シリーズの2作目として2014年3月に発表された。2016年10月には、イェーツとローリングがふたたび監督、脚本を務めることが分かった。2016年11月には、ジョニー・デップがゲラート・グリンデルバルドとして1作目から引き続き登場することが分かった。また、アルバス・ダンブルドアがふたたび登場することが分かった。2017年4月、ジュード・ロウがダンブルドアを演じることが分かった。舞台はイギリスとパリになる。主要撮影は、2017年7月3日から12月20日までリーブスデン・スタジオで行なわれた。2018年11月16日にアメリカ、イギリスで公開した。

### ファンタスティック・ビーストとダンブルドアの秘密（2022年）
2021年11月12日の公開を予定していたが、2022年7月15日に変更され、2021年9月には、2022年4月15日に決定した。舞台はブラジル リオデジャネイロになる。2019年11月、これまで「ハリー・ポッター」作品の脚本家を務めていたスティーブ・クローヴスが共同脚本家としてプロジェクトに参加することが発表された。2020年11月、ジョニー・デップが家庭内暴力関連の名誉毀損訴訟で敗訴した影響で降板し、後任としてマッツ・ミケルセンがキャスティングされた。2020年3月16日に主要撮影を開始する予定だったが、新型コロナウイルスのパンデミックにより、9月20日から開始され、2021年2月末に終了した。2022年4月15日にアメリカで公開。

## 舞台劇

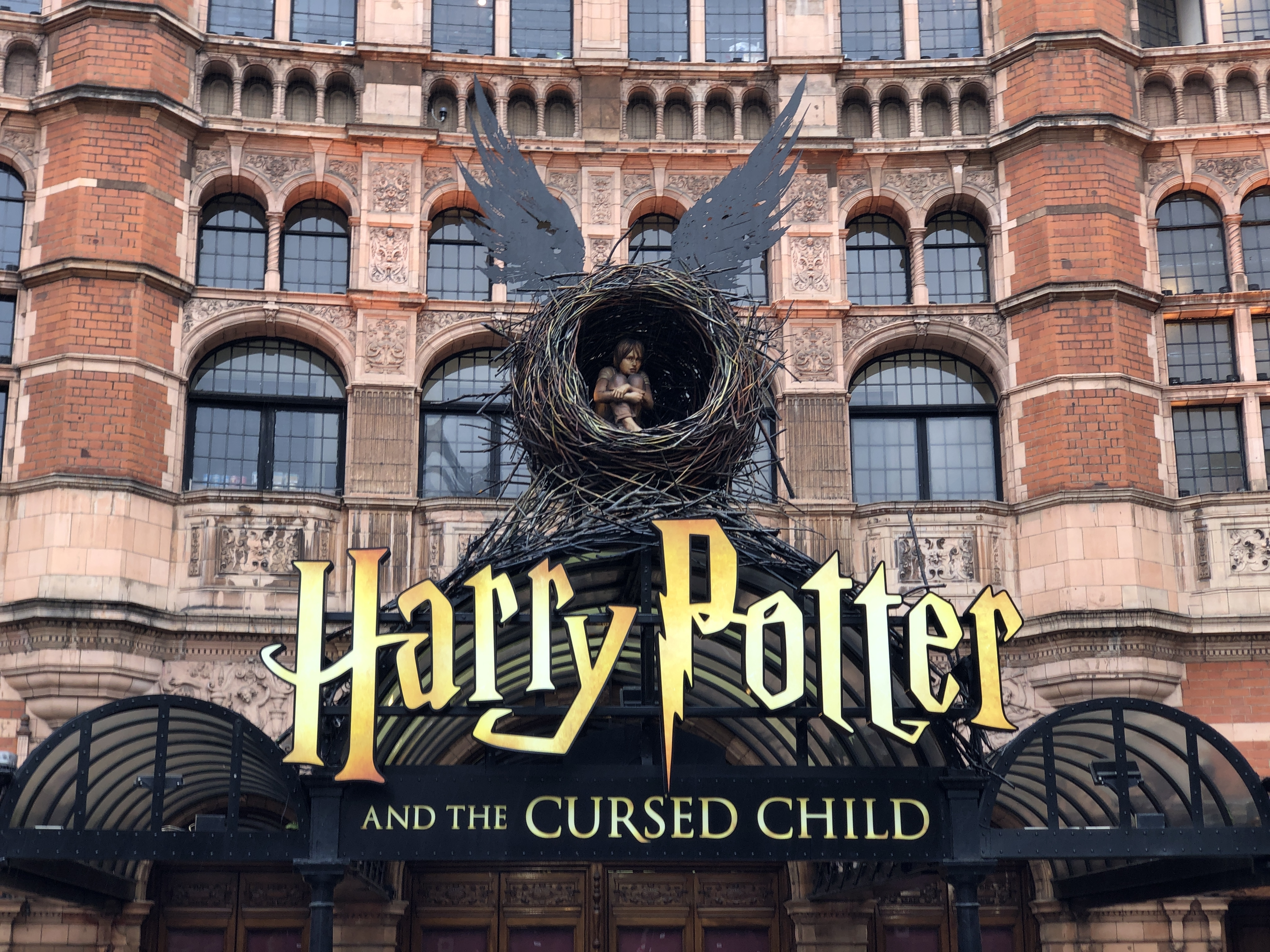
パレス・シアター（ウエスト・エンド）

2013年12月、J・K・ローリングは、ハリー・ポッターを題材にした舞台を制作していることを発表し、2015年6月には正式に『ハリー・ポッターと呪いの子』（Harry Potter and the Cursed Child）というタイトルが付けられた。2部構成のウェスト・エンドの舞台は、イギリスの劇作家ジャック・ソーンが執筆し、ソーン、ジョン・ティファニー、ローリングによるオリジナルストーリーに基づいている。演出はティファニー、振付はスティーヴン・ホゲット、セットデザインはクリスティン・ジョーンズ、衣装デザインはカトリーナ・リンゼイ、照明デザインはニール・オースティン、音楽はイモージェン・ヒープ、音響デザインはガレス・フライが担当している。物語は『死の秘宝』の出来事から19年後に始まり、現在は魔法省の職員であるハリー・ポッターと、ホグワーツへの入学を控えた次男のアルバス・セブルス・ポッターが描かれている。2015年12月20日、ジェイミー・パーカー、ノマ・ドゥメズウェニ、ポール・ソーンリーがそれぞれハリー・ポッター、ハーマイオニー・グレンジャー、ロン・ウィーズリーを演じることが発表された。劇は2016年6月7日にロンドンのパレス・シアターでプレビューデビューし、7月30日に正式開演した。 脚本は劇の世界初演の翌日に書籍として発売された。劇はブロードウェイで2018年4月22日にニューヨークのリリック・シアターでリニューアル開演した。パーカー、ドゥメズウェニ、ソーンリーはブロードウェイで役を再演した。

## テレビシリーズ
2021年1月、ワーナー・ブラザーズは、HBO Maxで公開する魔法ワールドを舞台にしたシリーズを計画していると報じられた。

## キャストとキャラクター
以下は複数の「魔法ワールド」作品に登場するキャラクター
- 濃灰色の空白セル: 存在しないか、確認されていない役
- V: 音声のみの出演
- Y: 幼少期、青年期役での出演

| キャラクター                                | ハリー・ポッター （2001 - 2011）                                                                                          | ファンタスティック・ビースト （2016 - ）                              | ハリー・ポッターと呪いの子              | ハリー・ポッターと呪いの子         |
| キャラクター                                | ハリー・ポッター （2001 - 2011）                                                                                          | ファンタスティック・ビースト （2016 - ）                              | ウェスト・エンド （2016）               | ブロードウェイ （2018）            |
| ------------------------------------------- | --- | --------------------------------------------------------------------- | --------------------------------------- | ---------------------------------- |
| ハリー・ポッター                            | ダニエル・ラドクリフ |                                                                       | ジェイミー・パーカー                    | ジェイミー・パーカー               |
| ニュート・スキャマンダー                    | 写真 | エディ・レッドメイン ジョシュア・シアY                                |                                         |                                    |
| ロン・ウィーズリー                          | ルパート・グリント |                                                                       | ポール・ソーンリー                      | ポール・ソーンリー                 |
| ハーマイオニー・グレンジャー                | エマ・ワトソン | ノーマ・ドゥメズウェニ                                                | ノーマ・ドゥメズウェニ                  |                                    |
| アルバス・ダンブルドア                      | リチャード・ハリス マイケル・ガンボン トビー・レグボY                                                                     | ジュード・ロウ トビー・レグボY                                        | バリー・マッカーシー                    | エドワード・ジェームズ・ハイランド |
| ヴォルデモート卿 トム・マールヴォロ・リドル | リチャード・ブレマー クリスチャン・コールソンY レイフ・ファインズ ヒーロー・ファインズ・ティフィンY フランク・ディレインY |                                                                       | ポール・ベンドール                      | バイロン・ジェニングス             |
| ゲラート・グリンデルバルド                  | マイケル・バーン ジェイミー・キャンベル・バウアーY                                                                        | ジョニー・デップ マッツ・ミケルセン ジェイミー・キャンベル・バウアーY |                                         |                                    |
| セブルス・スネイプ                          | アラン・リックマン アレック・ホプキンズY ベネディクト・クラークY                                                          |                                                                       | ポール・ベンドール                      | バイロン・ジェニングス             |
| ルビウス・ハグリッド                        | ロビー・コルトレーン マーティン・ベイフィールドY                                                                          | クリス・ジャーマン                                                    | ブライアン・エイブラハム                |                                    |
| ミネルバ・マクゴナガル                      | マギー・スミス | フィオナ・グラスコット                                                | サンディ・マクデイド                    | ジェラルディン・ヒューズ           |
| ジニー・ウィーズリー                        | ボニー・ライト |                                                                       | ポピー・ミラー                          | ポピー・ミラー                     |
| ドラコ・マルフォイ                          | トム・フェルトン | アレックス・プライス                                                  | アレックス・プライス                    |                                    |
| ダドリー・ダーズリー                        | ハリー・メリング | ジャック・ノース                                                      | ジョーイ・ラブラスカ                    |                                    |
| ペチュニア・ダーズリー                      | フィオナ・ショウ | ヘレナ・リンバリー                                                    | キャスリン・メイスル                    |                                    |
| バーノン・ダーズリー                        | リチャード・グリフィス | ポール・ベントール                                                    | バイロン・ジェニングス                  |                                    |
| ビクトール・クラム                          | スタニスラフ・アイエネフスキー                                                                                            | ジャック・ノース                                                      | ジョーイ・ラブラスカ                    |                                    |
| セドリック・ディゴリー                      | ロバート・パティンソン | トム・ミリガン                                                        | ベンジャミン・ホイールライト            |                                    |
| エイモス・ディゴリー                        | ジェフ・ラウル | バリー・マッカーシー                                                  | エドワード・ジェームズ・ハイランド      |                                    |
| ドローレス・アンブリッジ                    | イメルダ・スタウントン | ヘレナ・リンバリー                                                    | キャスリン・メイスル                    |                                    |
| ジェームズ・ポッター                        | エイドリアン・ローリンズ ロービー・ジャーヴィスY アルフィー・マキルウェインY                                              | トム・ミリガン                                                        | ベンジャミン・ヴェールライト            |                                    |
| リリー・ポッター                            | ジェラルディン・ソマーヴィル スージー・シンナーY（削除シーン） エリー・ダーシー・オルデンY                                | アンデル・バルドウィン                                                | ローレン・ニコール・シポレッティ        |                                    |
| アルバス・セブルス・ポッター                | アーサー・ボウエン | サム・クレメット                                                      | サム・クレメット                        |                                    |
| スコーピウス・マルフォイ                    | バーティ・ギルバート | アンソニー・ボイル                                                    | アンソニー・ボイル                      |                                    |
| ジェームズ・シリウス・ポッター              | ウィル・ドゥン | トム・ミリガン                                                        | ベンジャミン・ホイールライト            |                                    |
| リリー・ルーナ・ポッター                    | ダフネ・デ・ベイスティギー                                                                                                | ゾーイ・ブラフ クリスティーナ・フレイ クリスチアーナ・ハッチングス    | オリビア・ボンド ブルックリン・シャック |                                    |
| ローズ・グレンジャー＝ウィーズリー          | ヘレーナ・バーロウ | シェレル・スキート                                                    | スーザン・ヘイワード                    |                                    |
| 組分け帽子                                  | レスリー・フィリップスV                                                                                                   | クリス・ジャーマン                                                    | ブライアン・エイブラハム                |                                    |
| 嘆きのマートル                              | シャーリー・ヘンダーソン                                                                                                  | アナベル・バルドウィン                                                | ローレン・ニコール・シポレッティ        |                                    |
| ナギニ                                      | CGI | クローディア・キム                                                    |                                         |                                    |

## 評価

### 興行収入
| 作品                             | 公開日                                     | 興行収入             | 興行収入             | 興行収入             | 興行収入             | 興行収入             | 歴代ランキング       | 歴代ランキング       | 制作費               | 参照                 |
| 作品                             | 公開日                                     | イギリス             | 北米                 | 北米以外 の地域      | 日本                 | 世界                 | 北米                 | 世界                 | 制作費               | 参照                 |
| ハリー・ポッター映画             | ハリー・ポッター映画                       | ハリー・ポッター映画 | ハリー・ポッター映画 | ハリー・ポッター映画 | ハリー・ポッター映画 | ハリー・ポッター映画 | ハリー・ポッター映画 | ハリー・ポッター映画 | ハリー・ポッター映画 | ハリー・ポッター映画 |
| -------------------------------- | ------------------------------------------ | -------------------- | -------------------- | -------------------- | -------------------- | -------------------- | -------------------- | -------------------- | -------------------- | -------------------- |
| 賢者の石                         | 2001年11月4日 2001年11月16日 2001年12月1日 | £66,096,060          | $317,575,550         | $657,179,821         | 203億円              | $974,755,371         | 56                   | 31                   | $125,000,000         | [ 61 ]               |
| 秘密の部屋                       | 2002年10月15日 2002年11月23日              | £54,780,731          | $261,988,482         | $616,991,152         | 173億円              | $878,979,634         | 92                   | 48                   | $100,000,000         | [ 62 ]               |
| アズカバンの囚人                 | 2004年5月31日 2004年6月4日 2004年6月26日   | £45,615,949          | $249,541,069         | $547,147,480         | 135億円              | $796,688,549         | 108                  | 64                   | $130,000,000         | [ 63 ]               |
| 炎のゴブレット                   | 2005年11月18日 2005年11月26日              | £48,328,854          | $290,013,036         | $606,898,042         | 110億円              | $896,911,078         | 79                   | 44                   | $150,000,000         | [ 64 ]               |
| 不死鳥の騎士団                   | 2007年7月13日 2007年7月20日                | £49,136,969          | $292,004,738         | $647,881,191         | 94億円               | $939,885,929         | 75                   | 40                   | $150,000,000         | [ 65 ]               |
| 謎のプリンス                     | 2009年7月15日                              | £50,713,404          | $301,959,197         | $632,457,290         | 80億円               | $934,416,487         | 67                   | 41                   | $250,000,000         | [ 66 ]               |
| 死の秘宝 PART1                   | 2010年11月19日                             | £52,364,075          | $295,983,305         | $664,300,000         | 68.6億円             | $960,283,305         | 70                   | 36                   | $250,000,000         | [ 67 ]               |
| 死の秘宝 PART2                   | 2011年7月15日                              | £73,094,187          | $381,011,219         | $960,500,000         | 96.7億円             | $1,341,511,219       | 28                   | 10                   | $250,000,000         | [ 68 ]               |
| ファンタスティック・ビースト映画 |                                            |                      |                      |                      |                      |                      |                      |                      |                      |                      |
| 魔法使いの旅                     | 2016年11月18日 2016年11月23日              | £52,509,958          | $234,037,575         | $580,000,000         | 73.4億円             | $814,037,575         | 127                  | 62                   | $180,000,000         | [ 69 ]               |
| 黒い魔法使いの誕生               | 2018年11月16日 2018年11月23日              |                      | $159,555,901         | $494,100,000         | 65.7億円             | $654,655,901         | 321                  | 127                  | $200,000,000         | [ 70 ]               |
| 合計                             | 合計                                       | £492,779,694         | $2,783,670,072       | $6,407,454,976       | 1099.4億円           | $9,192,125,048       | 3                    | 3                    | $1,335,000,000       | [ 71 ] [ 72 ]        |

### 批評
| タイトル                         | Rotten Tomatoes      | Metacritic           | CinemaScore          |
| ハリー・ポッター映画             | ハリー・ポッター映画 | ハリー・ポッター映画 | ハリー・ポッター映画 |
| -------------------------------- | -------------------- | -------------------- | -------------------- |
| 賢者の石                         | 80% （194 レビュー） | 64 （35 レビュー）   | A                    |
| 秘密の部屋                       | 82% （232 レビュー） | 63 （35 レビュー）   | A+                   |
| アズカバンの囚人                 | 91% （254 レビュー） | 82 （40 レビュー）   | A                    |
| 炎のゴブレット                   | 88% （249 レビュー） | 81 （38 レビュー）   | A                    |
| 不死鳥の騎士団                   | 78% （246 レビュー） | 71 （37 レビュー）   | A−                   |
| 謎のプリンス                     | 84% （271 レビュー） | 78 （36 レビュー）   | A−                   |
| 死の秘宝 PART1                   | 78% （266 レビュー） | 65 （42 レビュー）   | A                    |
| 死の秘宝 PART2                   | 96% （318 レビュー） | 87 （41 レビュー）   | A                    |
| ファンタスティック・ビースト映画 |                      |                      |                      |
| 魔法使いの旅                     | 74% （296 レビュー） | 66 （50 レビュー）   | A                    |
| 黒い魔法使いの誕生               | 36% （314 レビュー） | 52 （48 レビュー）   | B+                   |

### 受賞

#### アカデミー賞
| タイトル                         | 衣裳デザイン賞       | 美術賞               | 作曲賞               | 視覚効果賞           | 撮影賞               | メイクアップ&ヘアスタイリング賞 |
| ハリー・ポッター映画             | ハリー・ポッター映画 | ハリー・ポッター映画 | ハリー・ポッター映画 | ハリー・ポッター映画 | ハリー・ポッター映画 | ハリー・ポッター映画            |
| -------------------------------- | -------------------- | -------------------- | -------------------- | -------------------- | -------------------- | ------------------------------- |
| 賢者の石                         | ノミネート           | ノミネート           | ノミネート           |                      |                      |                                 |
| アズカバンの囚人                 |                      |                      | ノミネート           | ノミネート           |                      |                                 |
| 炎のゴブレット                   |                      | ノミネート           |                      |                      |                      |                                 |
| 謎のプリンス                     |                      |                      |                      |                      | ノミネート           |                                 |
| 死の秘宝 PART1                   |                      | ノミネート           |                      | ノミネート           |                      |                                 |
| 死の秘宝 PART2                   |                      | ノミネート           |                      | ノミネート           |                      | ノミネート                      |
| ファンタスティック・ビースト映画 |                      |                      |                      |                      |                      |                                 |
| 魔法使いの旅                     | 受賞                 | ノミネート           |                      |                      |                      |                                 |

#### 英国アカデミー賞
| タイトル                         | 英国作品賞           | 助演男優賞                         | 衣装デザイン賞       | プロダクションデザイン賞 | メイクアップ賞       | 音響賞               | 特殊視覚効果賞       |                      |                      |
| ハリー・ポッター映画             | ハリー・ポッター映画 | ハリー・ポッター映画               | ハリー・ポッター映画 | ハリー・ポッター映画     | ハリー・ポッター映画 | ハリー・ポッター映画 | ハリー・ポッター映画 | ハリー・ポッター映画 | ハリー・ポッター映画 |
| -------------------------------- | -------------------- | ---------------------------------- | -------------------- | ------------------------ | -------------------- | -------------------- | -------------------- | -------------------- | -------------------- |
| 賢者の石                         | ノミネート           | ノミネート（ロビー・コルトレーン） | ノミネート           | ノミネート               | ノミネート           | ノミネート           | ノミネート           |                      |                      |
| 秘密の部屋                       |                      |                                    |                      | ノミネート               |                      | ノミネート           | ノミネート           |                      |                      |
| アズカバンの囚人                 | ノミネート           |                                    |                      | ノミネート               | ノミネート           |                      | ノミネート           |                      |                      |
| 炎のゴブレット                   |                      |                                    |                      | 受賞                     | ノミネート           |                      | ノミネート           |                      |                      |
| 不死鳥の騎士団                   |                      |                                    |                      | ノミネート               |                      |                      | ノミネート           |                      |                      |
| 謎のプリンス                     |                      |                                    |                      | ノミネート               |                      |                      | ノミネート           |                      |                      |
| 死の秘宝 PART1                   |                      |                                    |                      |                          | ノミネート           |                      | ノミネート           |                      |                      |
| 死の秘宝 PART2                   |                      |                                    |                      | ノミネート               | ノミネート           | ノミネート           | 受賞                 |                      |                      |
| ファンタスティック・ビースト映画 |                      |                                    |                      |                          |                      |                      |                      |                      |                      |
| 魔法使いの旅                     | ノミネート           |                                    | ノミネート           | 受賞                     |                      | ノミネート           | ノミネート           |                      |                      |
| 黒い魔法使いの誕生               |                      |                                    |                      | ノミネート               |                      |                      | ノミネート           |                      |                      |

## その他のメディア

### ウィザーディング・ワールド・オブ・ハリー・ポッター

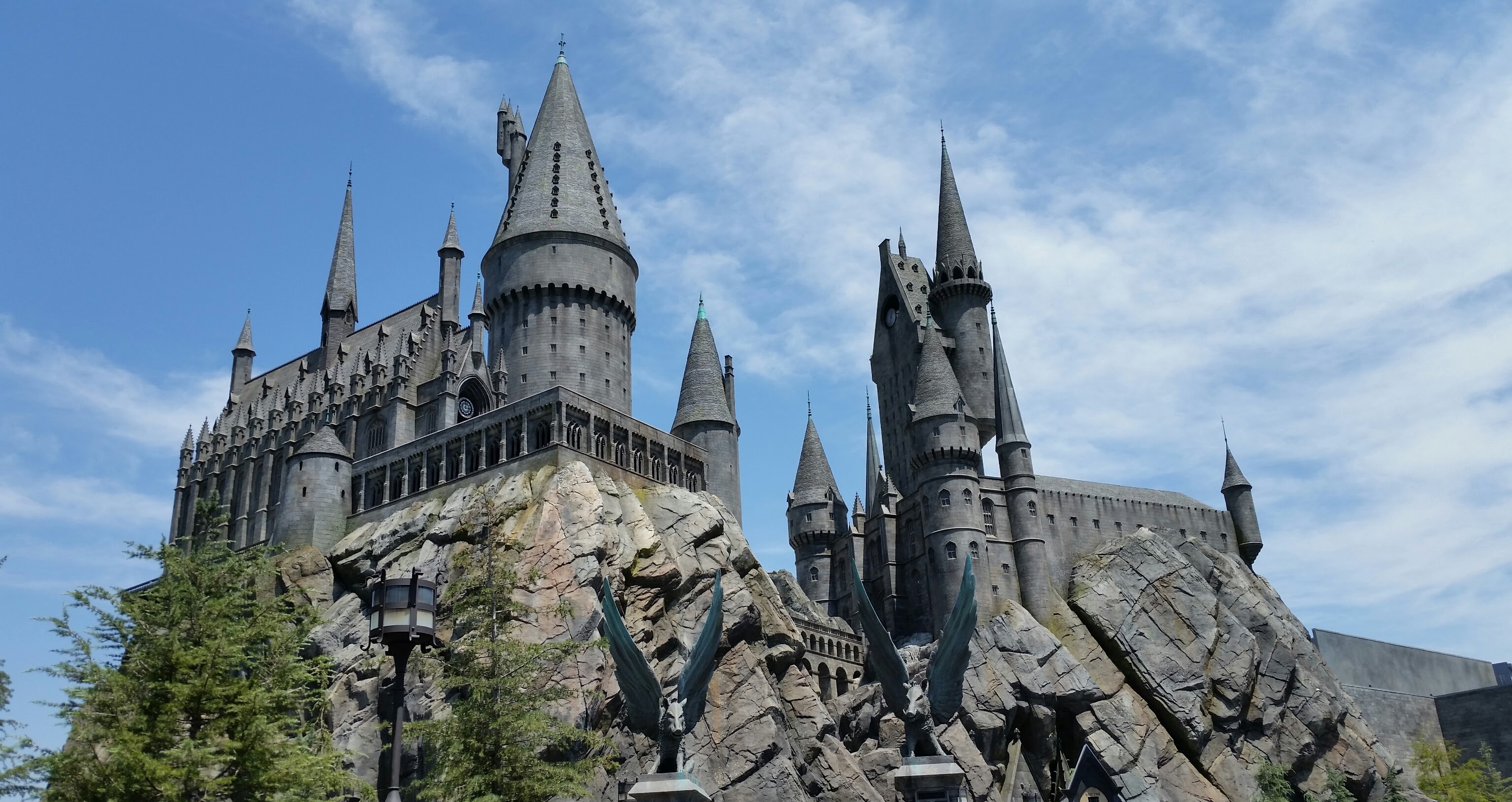
ホグワーツ城（ユニバーサル・スタジオ・ハリウッド）

ユニバーサル・スタジオのテーマパークに作られた『ハリー・ポッター』の世界を再現したアトラクション。ホグワーツ城とホグズミート村などが再現されている。アイランズ・オブ・アドベンチャー、ユニバーサル・スタジオ・フロリダ、ユニバーサル・スタジオ・ジャパン、ユニバーサル・スタジオ・ハリウッドに設置されている。

### ポッターモア

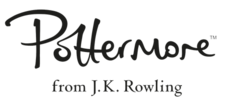
ポッターモアのロゴ

2011年6月、ローリングは「ポッターモア」という今後のプロジェクトを告知するウェブサイトを立ち上げた。ここには今後のすべてのハリー・ポッターのプロジェクト、そしてすべての電子ダウンロードが集約されている
2018年7月31日、魔法ワールド公式サイトにて「Pottermore」の日本語版コンテンツが配信された。

### ビデオゲーム
| タイトル                                       | リリース日     | 提供                                      | 開発                 | プラットフォーム |
| ---------------------------------------------- | -------------- | ----------------------------------------- | -------------------- | --- |
| レゴクリエイター:ハリー・ポッター              | 2001年10月26日 | Lego Software                             | Superscape           | Microsoft Windows |
| ハリー・ポッターと賢者の石                     | 2001年11月15日 | EA Games                                  | Griptonite Games     | ゲームボーイカラー ゲームボーイアドバンス                                                                                       |
| ハリー・ポッターと賢者の石                     | 2001年11月15日 | EA Games                                  | KnowWonder           | Microsoft Windows |
| ハリー・ポッターと賢者の石                     | 2001年11月15日 | EA Games                                  | アルゴノートゲームス | PlayStation |
| ハリー・ポッターと賢者の石                     | 2002年2月28日  | EA Games                                  | Aspyr                | Mac OS X |
| ハリー・ポッターと賢者の石                     | 2003年12月9日  | EA Games                                  | Warthog Games        | ニンテンドー ゲームキューブ PlayStation 2 Xbox                                                                                  |
| ハリー・ポッターと秘密の部屋                   | 2002年11月5日  | EA Games                                  | Eurocom              | ニンテンドー ゲームキューブ PlayStation 2 Xbox ゲームボーイアドバンス                                                           |
| ハリー・ポッターと秘密の部屋                   | 2002年11月5日  | EA Games                                  | KnowWonder           | Microsoft Windows |
| ハリー・ポッターと秘密の部屋                   | 2002年11月5日  | EA Games                                  | Griptonite Games     | ゲームボーイカラー |
| ハリー・ポッターと秘密の部屋                   | 2002年11月5日  | EA Games                                  | アルゴノートゲームス | PlayStation |
| ハリー・ポッターと秘密の部屋                   | 2003年4月10日  | EA Games                                  | Aspyr                | Mac OS X |
| レゴクリエイター:ハリー・ポッターと秘密の部屋  | 2002年11月15日 | Lego Interactive エレクトロニック・アーツ | Qube Software        | Microsoft Windows |
| ハリー・ポッター:クィディッチ・ワールドカップ  | 2003年10月28日 | エレクトロニック・アーツ                  | Magic Pockets        | GameCube Microsoft Windows PlayStation 2 Xbox Game Boy Advance                                                                  |
| ハリー・ポッターとアズカバンの囚人             | 2004年5月25日  | エレクトロニック・アーツ                  | KnowWonder           | Microsoft Windows |
| ハリー・ポッターとアズカバンの囚人             | 2004年5月25日  | エレクトロニック・アーツ                  | Griptonite Games     | ゲームボーイアドバンス |
| ハリー・ポッターとアズカバンの囚人             | 2004年6月2日   | エレクトロニック・アーツ                  | EA UK                | ニンテンドーゲームキューブ PlayStation 2 Xbox                                                                                   |
| ハリー・ポッターと炎のゴブレット               | 2005年11月8日  | エレクトロニック・アーツ                  | EA UK                | ニンテンドーゲームキューブ Microsoft Windows PlayStation 2 Xbox ゲームボーイ アドバンス ニンテンドーDS PlayStation Portable     |
| ハリー・ポッターと不死鳥の騎士団               | 2007年6月25日  | エレクトロニック・アーツ                  | EA UK                | Microsoft Windows PlayStation 2 PlayStation 3 Xbox 360 Wii Mac OS X ゲームボーイ アドバンス ニンテンドーDS PlayStation Portable |
| ハリー・ポッターと謎のプリンス                 | 2009年6月30日  | エレクトロニック・アーツ                  | EA UK                | Microsoft Windows PlayStation 2 PlayStation 3 Xbox 360 Wii Mac OS X ニンテンドーDS PlayStation Portable Various                 |
| レゴ ハリー・ポッター 第1章-第4章              | 2010年6月29日  | ワーナー・ブラザース・エンターテイメント  | TT Games             | Microsoft Windows PlayStation 3 Xbox 360 Wii ニンテンドーDS PlayStation Portable iOS Android                                    |
| レゴ ハリー・ポッター 第1章-第4章              | 2011年2月2日   | Feral Interactive                         | TT Games             | OS X |
| レゴ ハリー・ポッター 第1章-第4章              | 2016年10月18日 | ワーナー・ブラザース・エンターテイメント  | TT Games             | PlayStation 4 |
| ハリー・ポッターと死の秘宝 PART1               | 2010年11月16日 | エレクトロニック・アーツ                  | EA Bright Light      | Microsoft Windows PlayStation 3 Xbox 360 Wii ニンテンドーDS Varios                                                              |
| ハリー・ポッターと死の秘宝 PART2               | 2011年7月12日  | エレクトロニック・アーツ                  | EA Bright Light      | Microsoft Windows PlayStation 3 Xbox 360 Wii ニンテンドーDS Varios                                                              |
| レゴ ハリー・ポッター 第1章-第4章              | 2011年11月11日 | ワーナー・ブラザース                      | TT Games             | Microsoft Windows PlayStation 3 Xbox 360 Wii ニンテンドーDS PlayStation Portable iOS Android                                    |
| レゴ ハリー・ポッター 第1章-第4章              | 2012年3月7日   | Feral Interactive                         | TT Games             | OS X |
| レゴ ハリー・ポッター 第1章-第4章              | 2016年10月18日 | ワーナー・ブラザース                      | TT Games             | PlayStation 4 |
| ファンタスティック・ビーストと魔法使いの事件簿 | 2016年11月17日 | ワーナー・ブラザース                      | Mediatonic           | iOS Android |

#### ポートキー・ゲームズ
ポートキー・ゲームズ（Portkey Games）は、ワーナー・ブラザースによって作られるスマートフォンゲームの新しいレーベル。プレイヤーはJ・K・ローリングの創り出した「魔法ワールド」で魔法と冒険を体験することができる。
| タイトル                       | リリース日    | 提供                 | 開発     | プラットフォーム |
| ------------------------------ | ------------- | -------------------- | -------- | ---------------- |
| ハリー･ポッター:ホグワーツの謎 | 2018年4月25日 | ワーナー・ブラザース | Jam City | iOS Android      |
| ハリー・ポッター:魔法同盟      | 2019年6月21日 | ワーナー・ブラザース | Niantic  | iOS Android      |

レーベル名のポートキー（Portkey）は、『ハリー・ポッター』シリーズに出てくる瞬間移動ができる魔法。

### 書籍
| タイトル                                                                                             | 初版発行日     | 作者                     | 出版社                     |
| --- | -------------- | ------------------------ | -------------------------- |
| J.K. Rowling's Wizarding World: Movie Magic Volume One – Extraordinary People and Fascinating Places | 2016年10月18日 | ジョディ・リベンソン     | Candlewick                 |
| J.K. Rowling's Wizarding World: A Pop-up Gallery of Curiosities                                      | 2016年11月18日 | ジェームズ・ディアス     | Bloomsbury Childrens Books |
| J.K. Rowling's Wizarding World: Movie Magic Volume Two – Curious Creatures                           | 2017年3月14日  | ラミン・ザヘッド         | Candlewick                 |
| J. K. Rowling's Wizarding World: Magical Film Projections: Creatures                                 | 2017年4月4日   | インサイト・エディション | Candlewick                 |
| J.K. Rowling's Wizarding World: The Dark Arts – A Movie Scrapbook                                    | 2017年6月6日   | ジョディ・リベンソン     | Candlewick                 |
| Harry Potter: Magical Film Projections – Patronus Charm                                              | 2017年7月4日   | インサイト・エディション | Candlewick                 |
| J.K. Rowling's Wizarding World: Movie Magic Volume Three – Amazing Artifacts                         | 2017年9月27日  | ボニー・バートン         | Candlewick                 |